# Liste der Kulturdenkmäler in Edenkoben
In der Liste der Kulturdenkmäler in Edenkoben sind alle Kulturdenkmäler der rheinland-pfälzischen Stadt Edenkoben aufgeführt. Grundlage ist die Denkmalliste des Landes Rheinland-Pfalz (Stand: 14. August 2023).

## Denkmalzonen
| Bezeichnung                    | Lage | Baujahr                                      | Beschreibung | Bild                           |
| ------------------------------ | --- | -------------------------------------------- | --- | ------------------------------ |
| Denkmalzone Jüdischer Friedhof | Friedhofstraße Lage | nach 1856                                    | nach 1856 (1861?) beim christlichen Friedhof eröffnet und um 1909/10 erweitert, 142 Grabsteine, die jüngsten von 1939 und 1979, zwei gründerzeitliche Stelen mit Urne um 1900 | weitere Bilder Fotos hochladen |
| Denkmalzone Kloster Heilsbruck | Klosterstraße 170 Lage | ab 1262                                      | ehemaliges Zisterzienserinnenkloster; 1230 gegründet, 1262 an diese Stelle verlegt, 1560 aufgehoben, heute Weingut; von der Kirche erhalten Treppenturm, zweites Viertel des 16. Jahrhunderts; zeitgleicher Krüppelwalmdachbau mit Äbtissinnenwappen, 1540, im späten 18. Jahrhundert klassizistisch überformt; im Hof Brunnenschale, frühes 16. Jahrhundert; barocke Scheune, bezeichnet 1776; ehemalige Klostermühle, 1890er Jahre, großer Weingarten, eingefasst von hoher Mauer mit Strebepfeilern | weitere Bilder Fotos hochladen |
| Denkmalzone Ortskern           | Bahnhofstraße 1–26, Berggasse 1–11, Edesheimer Straße 3, 4, 6, Klosterstraße 1–65 (ohne Nr. 11), Ludwigsplatz 1–10, 12–23, Metzgergasse 1–13, 14a, Rhodter Straße 1–3, 5, Spitalstraße 1–5 (ungerade Nrn.), Tanzstraße 7–31, Weinstraße 61–95 (ungerade Nrn.), 70–90 (gerade Nrn.) Lage | ab dem 16. Jahrhundert                       | Der Ortsgrundriss lässt die beiden zusammengewachsenen Straßendörfer mit dem Mittelpunkt des Ludwigsplatzes erkennen. Neben großen Weingütern kleinere Haken- und Dreiseithöfe, großteils geschlossene historische Baustruktur seit dem 16. Jahrhundert, bemerkenswerte Fachwerkhäuser und Toranlagen, in der Regel doppelgeschossige Bauweise. | Fotos hochladen                |
| Denkmalzone Weinstraße 29–41   | Weinstraße 29–41 Lage | um 1890/1900                                 | Ensemble gründerzeitlicher Wohnhäuser um 1890/1900; Nr. 29: neubarocker Kopfbau (Forstamt), um 1905. | weitere Bilder Fotos hochladen |
| Denkmalzone Weinstraße 49–53   | Weinstraße 49, 51, 53 Lage | Ende des 19. und Anfang des 20. Jahrhunderts | Gruppe von drei gründerzeitlichen Wohnhäusern mit reichen Giebelrisaliten, Ende des 19. und Anfang des 20. Jahrhunderts; Klinkerfassaden mit Sandsteingliederung in Formen der Neurenaissance; Nr. 49 bezeichnet 1909 | weitere Bilder Fotos hochladen |
| Denkmalzone Mühlbach           | Klosterstraße 173, 175, 176, 177, Watzengasse 22, 28, 29 | ab dem 15. oder 16. Jahrhundert              | mit ehemaligen Mühlen und Schmieden (Hammerwerke und wasserbauliche Anlagen), 15. oder 16. Jahrhundert bis 20. Jahrhundert; der Mühlbach, eine Ableitung des Triefenbaches, 1563 erwähnt; der wesentliche Teil der etwa 3 km sich erstreckenden Anlage erhalten, abschnittsweise verschüttet; bemerkenswert: - Wappenschmiede (Hintere Mühle), im Kern wohl aus dem 17. Jahrhundert (⊙) - Siegfriedschmiede, 1687 genannt (⊙) - Neumühle (Dreiflügelanlage des 19. Jahrhunderts, Klosterstraße 173; ⊙) - Hollersche Mühle (1734, Klosterstraße 175, und 1810, Klosterstraße 176; ⊙) - Bergemühle (1810, Klosterstraße 177; ⊙) - weitere ehemalige Mühlen: Watzengasse 22 (⊙), 28 (⊙), 29 (⊙) in Rheinland-Pfalz einzigartiges Beispiel einer spätmittelalterlich-frühneuzeitlichen Industrielandschaft | Fotos hochladen                |

## Einzeldenkmäler
| Bezeichnung                             | Lage                                                                                | Baujahr                                       | Beschreibung | Bild                           |
| --------------------------------------- | ----------------------------------------------------------------------------------- | --------------------------------------------- | --- | ------------------------------ |
| Wohn- und Geschäftshaus                 | Bahnhofstraße 1 Lage                                                                | 1904                                          | Wohn- und Geschäftshaus; Mansarddachbau, barockisierender Jugendstil, 1904 | weitere Bilder Fotos hochladen |
| Wohn- und Geschäftshaus                 | Bahnhofstraße 3 Lage                                                                | 1903                                          | Wohn- und Geschäftshaus; neugotischer Sandsteinbau, 1903 | weitere Bilder Fotos hochladen |
| Torbogen                                | Bahnhofstraße, an Nr. 4 Lage                                                        | 1594                                          | Renaissance-Torbogen, bezeichnet 1594 | Fotos hochladen                |
| Torbogen                                | Bahnhofstraße, an Nr. 6 Lage                                                        | um 1600                                       | Renaissance-Torbogen, um 1600 | Fotos hochladen                |
| Torbogen                                | Bahnhofstraße, an Nr. 13 Lage                                                       | 1598                                          | Renaissance-Torbogen mit Nebenpforte, bezeichnet 1598 | Fotos hochladen                |
| Wohnhaus                                | Bahnhofstraße 13a Lage                                                              | um 1600                                       | Fachwerkwohnhaus, teilweise massiv, verputzt, um 1600 | Fotos hochladen                |
| Torbogen                                | Bahnhofstraße, an Nr. 14 Lage                                                       | um 1600                                       | reicher Renaissance-Torbogen, um 1600 | Fotos hochladen                |
| Torbogen                                | Bahnhofstraße, an Nr. 16/17 Lage                                                    | Anfang des 17. Jahrhunderts                   | Renaissance-Torbogen, Anfang des 17. Jahrhunderts | Fotos hochladen                |
| Torbogen                                | Bahnhofstraße, an Nr. 19 Lage                                                       | um 1600                                       | Renaissance-Torbogen mit Nebenpforte, um 1600 | Fotos hochladen                |
| Inschrifttafel und Torbogen             | Bahnhofstraße, an Nr. 21 Lage                                                       | 1737/38                                       | Inschrifttafel, bezeichnet 1737; Torbogen, bezeichnet 1738 | Fotos hochladen                |
| Wohnhaus                                | Bahnhofstraße 23 Lage                                                               | 1588                                          | Renaissance-Wohnhaus, teilweise Fachwerk, bezeichnet 1588, Umbau 1908 | Fotos hochladen                |
| Wohnhaus                                | Bahnhofstraße 24 Lage                                                               | Anfang des 17. Jahrhunderts                   | Fachwerkhaus, teilweise massiv, wohl vom Anfang des 17. Jahrhunderts, Torbogen, bezeichnet 1557 | Fotos hochladen                |
| Wohnhaus                                | Bahnhofstraße 25 Lage                                                               | Mitte des 18. Jahrhunderts                    | barockes Wohnhaus, Mitte des 18. Jahrhunderts, Toranlage mit Nebenpforte, bezeichnet (1)559 | Fotos hochladen                |
| Torbogen                                | Bahnhofstraße, an Nr. 26 Lage                                                       | 1760                                          | spätbarocker Torbogen, bezeichnet 1760 | Fotos hochladen                |
| Hofanlage                               | Bahnhofstraße 48/48a Lage                                                           | Mitte des 18. Jahrhunderts                    | ehemalige Mühle; im Kern barocke Vierflügelanlage, Mitte des 18. Jahrhunderts, barocker Reliefstein | Fotos hochladen                |
| Torbogen und Hofmauer                   | Bahnhofstraße, an Nr. 80 Lage                                                       | 1576                                          | Renaissance-Torbogen, bezeichnet 1576; ehemaliger Konsolstein (Bild), bezeichnet [xx]76; Hofmauer mit Buckelquadersockel | Fotos hochladen                |
| Torpfosten                              | Bahnhofstraße, an Nr. 90 Lage                                                       | 1565                                          | Hoftorpfosten, bezeichnet 1565 | Fotos hochladen                |
| Torbogen                                | Bahnhofstraße, an Nr. 96 Lage                                                       | 1615                                          | Renaissance-Torbogen, bezeichnet 1615 (?) | Fotos hochladen                |
| Wohn- und Geschäftshaus                 | Bahnhofstraße 110 Lage                                                              | 1902                                          | späthistoristisches Wohn- und Geschäftshaus, bezeichnet 1902 | Fotos hochladen                |
| Wohnhaus                                | Bahnhofstraße 145 Lage                                                              | 1903                                          | Wohnhaus, spätgründerzeitlicher gotisierender Klinkerbau, bezeichnet 1903 | Fotos hochladen                |
| Wohnhaus                                | Bahnhofstraße 148 Lage                                                              | 1902                                          | Jugendstil-Wohnhaus, bezeichnet 1902, Toranlage mit Nebenpforte in Renaissanceformen | Fotos hochladen                |
| Wohnhaus                                | Bahnhofstraße 149 Lage                                                              | 1902                                          | späthistoristisches Wohnhaus, 1902 | Fotos hochladen                |
| Wohnhaus                                | Bahnhofstraße 189 Lage                                                              | 1902                                          | Wohnhaus, Neurenaissance, 1902 | Fotos hochladen                |
| Torbogen                                | Berggasse, an Nr. 10 Lage                                                           | 1732                                          | Torbogen, bezeichnet [17]32 | Fotos hochladen                |
| Villa                                   | Bismarckstraße 30 Lage                                                              | 1908                                          | historisierende Jugendstil-Villa, bezeichnet 1908 | Fotos hochladen                |
| Fabrik                                  | Edesheimer Straße 29 Lage                                                           | um 1840                                       | ehemalige Intarsien- und Parkettfabrik Niederhöfer, breitgelagerter dreigeschossiger Walmdachbau, um 1840 | Fotos hochladen                |
| Wohnhaus                                | Edesheimer Straße 41 Lage                                                           | um 1850                                       | spätklassizistisches Wohnhaus, um 1850; gusseiserne Ortstafel (Bild) | Fotos hochladen                |
| Hofanlage                               | Edesheimer Straße 42 Lage                                                           | Mitte des 19. bis Anfang des 20. Jahrhunderts | Weingut, Mitte des 19. bis Anfang des 20. Jahrhunderts; Walmdachbau, 1848 | Fotos hochladen                |
| Kriegerdenkmal und Grabmäler            | Friedhofstraße, auf dem Friedhof Lage                                               | 19. und frühes 20. Jahrhunderts               | Kriegerdenkmal 1870/71, bezeichnet 1871, auf Sandsteinsockel gusseiserner obeliskenartiger Pfeiler bekrönt von der Figur der Viktoria; zahlreiche Grabmäler des 19. und frühen 20. Jahrhunderts: - Grabmal Familie Sommer, um 1900, Ädikula mit Vorhang und aufgeschlagenem Buch, bekrönt von Urne mit Draperie; - Grabmal M. Ursula (1808–1841) und Johann Baptist Glaser (1800–1855), königlicher Kantonsarzt, sowie Wilhelmine Glaser (1848–1863), gotisierende Ädikula mit Relief einer Abschiedsszene; - Grabmal Martin Jäger (1853–1923), königlicher Geistlicher Rat und Pfarrer in Edenkoben, Muttergottes in Bronze auf Sandsteinsockel mit Reliefbildnis des Verstorbenen; - Grabmal Johann Adam Schneider (1830–1913), Gewehrschaftfabrikant, klassizierende Kunststeinädikula mit Reliefbildnis; - Grabmal Heinrich Ritter von Mussbach (* 1844; gefallen 1915), obeliskenartige Sandstein-Stele mit Familienwappen in Bronze; - Grabmal Familie Heinrich Niederhöfer (1837–1880), Möbelfabrikant, architektonisch aufgebautes Grabmal in antikischen Formen; - Grabmal Familie Eugen Hochreuther (1839–1902), Justizrat, und Rosa Hochreuther geborene Borck (1843–1919), übergiebelte Sandsteinstele mit neuklassizistischen Motiven, die Einfriedung aus Pfosten bis auf die Eisenketten erhalten; - Grabmal Auguste Kraus, wiederverwendete, um 1900 entstandene aufwändig skulptierte Ädikula | weitere Bilder Fotos hochladen |
| Torbogen                                | Klosterstraße, an Nr. 1 Lage                                                        | 161[x]                                        | Torbogen, bezeichnet 161[x] | Fotos hochladen                |
| Figur                                   | Klosterstraße, an Nr. 2 Lage                                                        | 1755                                          | Immakulata, bezeichnet 1755 | Fotos hochladen                |
| Torbogen                                | Klosterstraße, an Nr. 5 Lage                                                        | 1714                                          | barocker Torbogen, bezeichnet 1714 | Fotos hochladen                |
| Torbogen                                | Klosterstraße, an Nr. 6 Lage                                                        | 1711                                          | barocker Torbogen, bezeichnet 1711 | Fotos hochladen                |
| Torbogen                                | Klosterstraße, an Nr. 9 Lage                                                        | 17. Jahrhundert                               | Torbogen, wohl aus dem 17. Jahrhundert | Fotos hochladen                |
| Torbogen                                | Klosterstraße, an Nr. 19 Lage                                                       | um 1600                                       | Renaissance-Torbogen, Architekturteile, um 1600 | Fotos hochladen                |
| Hofanlage                               | Klosterstraße 25 Lage                                                               | 16. bis 19. Jahrhundert                       | Hofanlage, 16. bis 19. Jahrhundert; Wohnhaus, teilweise Fachwerk, zweite Hälfte des 16. Jahrhunderts, Veränderungen im 19. Jahrhundert, Renaissance-Torbogen, bezeichnet 1574 (Bild) | Fotos hochladen                |
| Torbogen                                | Klosterstraße, an Nr. 31 Lage                                                       | 1626                                          | Torbogen, bezeichnet [16]26 | Fotos hochladen                |
| Torbogen                                | Klosterstraße, an Nr. 35 Lage                                                       | 1561                                          | Torbogen, bezeichnet 1561 | Fotos hochladen                |
| Hofanlage                               | Klosterstraße 37-39, 42 Lage                                                        | um 1800                                       | Doppelhofanlage (Dreiseithof), um 1800; zwei winkelförmige Wohnhäuser, teilweise Fachwerk, ältere Ladendurchbrüche | Fotos hochladen                |
| Torbogen                                | Klosterstraße, an Nr. 46 Lage                                                       | 1605                                          | Renaissance-Torbogen, bezeichnet 1605 | Fotos hochladen                |
| Torbogen                                | Klosterstraße, an Nr. 56 Lage                                                       | 1602                                          | Renaissance-Torbogen, bezeichnet 1602 | Fotos hochladen                |
| Torbogen                                | Klosterstraße, an Nr. 61 Lage                                                       | 1568                                          | Renaissance-Torbogen mit Nebenpforte, bezeichnet 1568 | Fotos hochladen                |
| Hofanlage                               | Klosterstraße 70 Lage                                                               | 1739                                          | Hofanlage; barockes Fachwerkhaus, verputzt, bezeichnet 1739, massive Straßenwand um 1800; Torbogen bezeichnet 1630 | Fotos hochladen                |
| Hofanlage                               | Klosterstraße 71 Lage                                                               | um 1739                                       | mit Nr. 70 ehemals einheitliche Hofanlage, stattlicher Krüppelwalmdachbau, Torbogen bezeichnet 1630; Spätrenaissance-Portal, bezeichnet 1594 | Fotos hochladen                |
| Torbogen                                | Klosterstraße, an Nr. 73 Lage                                                       | 1786                                          | spätbarocker Torbogen, bezeichnet 1786 | Fotos hochladen                |
| Torbogen                                | Klosterstraße, an Nr. 77 Lage                                                       | 1614                                          | Renaissance-Torbogen, bezeichnet 1614 | Fotos hochladen                |
| Hofanlage                               | Klosterstraße 87/88 Lage                                                            | 1597                                          | L-förmige Hofanlage; Wohnhaus mit Renaissance-Portal, bezeichnet 1597, im 19. Jahrhundert überformt; zweigeschossiges Kelterhaus, wohl aus dem 16. oder 17. Jahrhundert | Fotos hochladen                |
| Hofanlage                               | Klosterstraße 91/91a Lage                                                           | um 1860                                       | spätklassizistischer Dreiseithof, um 1860, englischer Garten | Fotos hochladen                |
| Torbogen                                | Klosterstraße, an Nr. 98 Lage                                                       | um 1600                                       | Renaissance-Torbogen mit Nebenpforte, um 1600 | Fotos hochladen                |
| Torbogen                                | Klosterstraße, an Nr. 107 Lage                                                      | 1730                                          | barocker Torbogen, bezeichnet 1730 (Bild) | Fotos hochladen                |
| Torbogen                                | Klosterstraße, an Nr. 114 Lage                                                      | um 1600                                       | Renaissance-Torbogen, um 1600 | Fotos hochladen                |
| Torbogen                                | Klosterstraße, an Nr. 115 Lage                                                      | 1579                                          | Torbogen mit Nebenpforte, bezeichnet 1579 | Fotos hochladen                |
| Torbogen                                | Klosterstraße, an Nr. 121 Lage                                                      | 1566                                          | Renaissance-Torbogen, bezeichnet 1566 | Fotos hochladen                |
| Wohnhaus                                | Klosterstraße 129 Lage                                                              | 17. Jahrhundert                               | barockes Fachwerkhaus, teilweise massiv, 17. Jahrhundert | Fotos hochladen                |
| Torbogen                                | Klosterstraße, an Nr. 134 Lage                                                      | 1621                                          | Renaissance-Torbogen, bezeichnet 1621 | Fotos hochladen                |
| Hofanlage                               | Klosterstraße 163/164 Lage                                                          | Anfang des 19. Jahrhunderts                   | Hakenhof; eingeschossiges Wohnhaus, Anfang des 19. Jahrhunderts, Krüppelwalmdach-Scheune | Fotos hochladen                |
| Torbogen                                | Klosterstraße, an Nr. 169 Lage                                                      | 18. Jahrhundert                               | Torbogen, 18. Jahrhundert | Fotos hochladen                |
| Hollersche Mühle                        | Klosterstraße 175 Lage                                                              | 18. und 19. Jahrhundert                       | ehemalige Mühle; große Hofanlage, 18. und 19. Jahrhundert; barockes Herrenhaus, abgewalmtes Mansarddach, um 1750, Architekt Friedrich Joachim Stengel, spätklassizistischer Zwerchgiebel, um 1880 | Fotos hochladen                |
| Protestantische Pfarrkirche             | Ludwigsplatz Lage                                                                   | um 1438                                       | ehemals St. Laurentius, spätgotischer Westturm, um 1438, barocker Saalbau, bezeichnet 1739/40 | weitere Bilder Fotos hochladen |
| Denkmal für König Ludwig I. von Bayern  | Ludwigsplatz Lage                                                                   | 1890                                          | lebensgroße Kalksandsteinskulptur, bezeichnet 1890, Bildhauer Philipp Perron, München | weitere Bilder Fotos hochladen |
| Brunnen                                 | Ludwigsplatz Lage                                                                   | um 1860                                       | Laufbrunnen; neugotisch, Sandstein, um 1860 | Fotos hochladen                |
| Wohnhaus                                | Ludwigsplatz 7 Lage                                                                 | um 1600                                       | Wohnhaus, teilweise Fachwerk, im Kern um 1600 | Fotos hochladen                |
| Wohnhaus                                | Ludwigsplatz 9 Lage                                                                 | Ende des 16. Jahrhunderts                     | Wohnhaus, Renaissancebau, im Kern vom Ende des 16. Jahrhunderts, barocke Überformung im frühen 18. Jahrhundert, Torbogen bezeichnet 1718 | Fotos hochladen                |
| Hofanlage                               | Ludwigsplatz 10 Lage                                                                | 1848                                          | Vierseithof; spätklassizistischer Krüppelwalmdachbau, bezeichnet 1848, Krüppelwalmdach-Scheune | Fotos hochladen                |
| Wohnhaus                                | Ludwigsplatz 13 Lage                                                                | Mitte des 18. Jahrhunderts                    | Wohnhaus, eingeschossiger spätbarocker abgewalmter Mansarddachbau, Mitte des 18. Jahrhunderts, Torbogen bezeichnet 1756 (Bild) | Fotos hochladen                |
| Spritzenhaus                            | Ludwigsplatz 23 Lage                                                                | um 1840/50                                    | ehemaliges Spritzenhaus; spätklassizistischer Putzbau, um 1840/50 | Fotos hochladen                |
| Torbogen                                | Luitpoldstraße, an Nr. 10 Lage                                                      | 1619                                          | Renaissance-Torbogen, bezeichnet 1619 | Fotos hochladen                |
| Schwesternhaus                          | Luitpoldstraße 11 Lage                                                              | 1740–44                                       | ehemalige katholische St.-Johann-Nepomuk-Kapelle, heute katholisches Schwesternhaus; barocker Saalbau, 1740–44, zweigeschossiger Ausbau um 1890, Muschelnische mit barocker Johann-Nepomuk-Skulptur, bezeichnet 1754 | Fotos hochladen                |
| Wohnhaus                                | Luitpoldstraße 20 Lage                                                              | 1894                                          | neugotisches Wohnhaus, 1894; Ensemblewirkung mit katholischer Kirche und Pfarrhaus | Fotos hochladen                |
| Wohnhaus                                | Luitpoldstraße 23 Lage                                                              | um 1840                                       | eingeschossiges spätklassizistisches Wohnhaus, um 1840, Remise und Gartenhaus | Fotos hochladen                |
| Katholisches Pfarrhaus                  | Luitpoldstraße 26 Lage                                                              | 1887/88                                       | katholisches Pfarrhaus; gotisierender Sandsteinbau, Figurennische, 1887/88; im Garten barocker Taufstein, Johann-Nepomuk-Skulptur, 1744 | Fotos hochladen                |
| Katholische Stadtpfarrkirche St. Ludwig | Luitpoldstraße 26a Lage                                                             | 1888–90                                       | neugotische Hallenkirche rheinischer Prägung, Sandsteinquaderbau, 1888–90, Architekt Ferdinand Bernatz, Speyer | weitere Bilder Fotos hochladen |
| Wohnhaus                                | Luitpoldstraße 31 Lage                                                              | um 1900                                       | villenartiges neubarockes Wohnhaus, um 1900, Jugendstil-Glasfenster | Fotos hochladen                |
| Fachhochschule für Finanzen             | Luitpoldstraße 33 Lage                                                              | um 1880                                       | ehemaliges bayerisches Amtsgericht, jetzt Fachhochschule für Finanzen; breitgelagerter Bau, Neurenaissance, um 1880 | Fotos hochladen                |
| Villa                                   | Luitpoldstraße 38 Lage                                                              |                                               | Villa; Putzbau mit Fachwerkteilen, Neurenaissance, Hofeinfahrt mit Jugendstil-Torflügeln | weitere Bilder Fotos hochladen |
| Weingut                                 | Luitpoldstraße 47 Lage                                                              | um 1910                                       | Weingut Kommerzienrat Schneider Erben; stattlicher Mansardwalmdachbau mit klassizierenden und barockisierenden Elementen, um 1910 | weitere Bilder Fotos hochladen |
| Torbogen                                | Metzgergasse, an Nr. 1 Lage                                                         | 1597                                          | Renaissance-Torbogen mit Nebenpforte, bezeichnet 1597 | Fotos hochladen                |
| Hofanlage                               | Metzgergasse 6 Lage                                                                 | Ende des 16. bis 19. Jahrhundert              | stattliche Hofanlage, Ende des 16. bis 19. Jahrhundert; Fachwerkhaus, bezeichnet 1596 oder 1696, Scheune bezeichnet 1597, Renaissance-Hoftorpfosten, Hofpflaster | Fotos hochladen                |
| Wohnhaus                                | Metzgergasse 11 Lage                                                                | 16. und frühes 17. Jahrhundert                | Wohnhaus mit Fachwerkteilen, 16. und frühes 17. Jahrhundert, Sturz bezeichnet 1625 und Hoftorbogen bezeichnet 1821 | Fotos hochladen                |
| Weinbergshaus                           | Mühlbergpfad Lage                                                                   | 18. Jahrhundert                               | Weinbergshaus; barocker Pyramidendachbau, 18. Jahrhundert; in einem Weinberg (Aufm untern Mühlberg) südöstlich der Berggasse gelegen | Fotos hochladen                |
| Wohnhaus                                | Privatstraße 9/10 Lage                                                              | um 1890                                       | Doppelwohnhaus; spätgründerzeitlicher Walmdachbau, Klinkerfassade, um 1890 | Fotos hochladen                |
| Wohnhaus                                | Rhodter Straße 3 Lage                                                               | 1568                                          | eingeschossiges Wohnhaus über Hochkeller, im Kern aus der Renaissance, bezeichnet 1568, Fassade wohl aus der zweiten Hälfte des 18. Jahrhunderts | Fotos hochladen                |
| Wohnhaus                                | Rhodter Straße 5 Lage                                                               | 1754                                          | angeblich ehemalige Synagoge; Torbogen bezeichnet 1754 | weitere Bilder Fotos hochladen |
| Wohn- und Geschäftshaus                 | Tanzstraße 4 Lage                                                                   | 1840                                          | dreigeschossiges spätklassizistisch-historisierendes Wohn- und Geschäftshaus, 1840 | weitere Bilder Fotos hochladen |
| Wohn- und Geschäftshaus                 | Tanzstraße 13 Lage                                                                  | 1902                                          | neuspätgotisches Wohn- und Geschäftshaus, bezeichnet 1902 | weitere Bilder Fotos hochladen |
| Wohn- und Geschäftshaus                 | Tanzstraße 27 Lage                                                                  | 1765                                          | Wohn- und Geschäftshaus, ehemalige Metzgerei; elfachsiger Walmdachbau, bezeichnet 1765 | weitere Bilder Fotos hochladen |
| Wohnhaus                                | Watzengasse 22 Lage                                                                 | 18. Jahrhundert                               | Wohnhaus, barocker Krüppelwalmdachbau, 18. Jahrhundert, barocke Gartentorpfosten | Fotos hochladen                |
| Hofanlage                               | Watzengasse 23 Lage                                                                 | 18. Jahrhundert                               | ehemalige Öl- und Senfmühle; eingeschossiger barocker Krüppelwalmdachbau über Hochkeller, 18. Jahrhundert, Nebengebäude 18. oder 19. Jahrhundert | Fotos hochladen                |
| Villa                                   | Weinstraße 30 Lage                                                                  |                                               | Villa; eingeschossiger Sandsteinquaderbau, Mansardwalmdach, neuklassizistisch geprägter Heimatstil | Fotos hochladen                |
| Villa                                   | Weinstraße 36 Lage                                                                  | 1906                                          | Mansarddach-Villa, Gelbsandstein, Jugendstil, 1906 | Fotos hochladen                |
| Schulhaus                               | Weinstraße 40 Lage                                                                  | 1880/81                                       | ehemalige Präparandenschule; stattlicher Neurenaissance-Walmdachbau, 1880/81 | weitere Bilder Fotos hochladen |
| Wohnhaus                                | Weinstraße 45 Lage                                                                  | 1886                                          | Wohnhaus, gründerzeitlicher Mansardwalmdachbau, bezeichnet 1886 | weitere Bilder Fotos hochladen |
| Hofanlage                               | Weinstraße 56/58 Lage                                                               | um 1870                                       | spätklassizistische dreiflügelige Hofanlage, um 1870 | weitere Bilder Fotos hochladen |
| Post                                    | Weinstraße 57 Lage                                                                  | um 1890                                       | Post; Mansarddachbau, Neurenaissancemotive, um 1890 | Fotos hochladen                |
| Bankgebäude                             | Weinstraße 59 Lage                                                                  | um 1910                                       | Bankgebäude; aufwendiger neubarocker Walmdachbau, um 1910 | weitere Bilder Fotos hochladen |
| Wohnhaus                                | Weinstraße 60 Lage                                                                  | 1889                                          | Wohnhaus, villenartiger Mansarddachbau, Neurenaissance, 1889 | weitere Bilder Fotos hochladen |
| Obere Apotheke                          | Weinstraße 71 Lage                                                                  | 1845/46                                       | ehemalige königlich-bayerische Hofapotheke, dreigeschossiger winkelförmiger Walmdachbau, Maximilianstil, 1845/46; Renaissance-Torbogen, um 1600 | Fotos hochladen                |
| Torbogen                                | Weinstraße, an Nr. 75 Lage                                                          | 1561                                          | Renaissance-Torbogen, bezeichnet 1561 | Fotos hochladen                |
| Torbogen                                | Weinstraße, an Nr. 77 Lage                                                          | 18. Jahrhundert                               | barocker Torbogen, 18. Jahrhundert | Fotos hochladen                |
| Torbogen                                | Weinstraße, an Nr. 83 Lage                                                          | 1601                                          | Renaissance-Torbogen, bezeichnet 1601 | Fotos hochladen                |
| Torbogen                                | Weinstraße, an Nr. 85 Lage                                                          | um 1600                                       | Renaissance-Torbogen, um 1600 | Fotos hochladen                |
| Rathaus                                 | Weinstraße 86 Lage                                                                  | um 1840                                       | Rathaus; dreigeschossiger spätklassizistischer Walmdachbau, um 1840 | weitere Bilder Fotos hochladen |
| Torbogen                                | Weinstraße, an Nr. 99a Lage                                                         | 161[x]                                        | Renaissance-Torbogen mit Nebenpforte, bezeichnet 161[x] (Bild) | Fotos hochladen                |
| Torbogen                                | Weinstraße, an Nr. 103 Lage                                                         | 1833                                          | Torbogen, bezeichnet 1833 | Fotos hochladen                |
| Heimatmuseum                            | Weinstraße 107a Lage                                                                | 1716                                          | repräsentativer barocker Walmdachbau, bezeichnet 1716, Wirtschaftsgebäude aus der Mitte des 19. Jahrhunderts über älterem Fasskeller | Fotos hochladen                |
| Wohnhaus                                | Weinstraße 116 Lage                                                                 | um 1860/70                                    | Wohnhaus, spätklassizistischer Winkelbau, um 1860/70 | Fotos hochladen                |
| Hofanlage                               | Weinstraße 123 Lage                                                                 | um 1850/60                                    | Weingut, dreiflügelige spätklassizistische Hofanlage; villenartiger Walmdachbau, um 1850/60 | Fotos hochladen                |
| Spolie                                  | Weinstraße, Ecke Tanzstraße Lage                                                    | 1678                                          | ehemaliger Bogenschlussstein, bezeichnet 1678 | weitere Bilder Fotos hochladen |
| Brunnenanlage                           | nordwestlich des Ortes; Fluren In den oberen Brühwiesen und In den Kreuzwiesen Lage | um 1550–60                                    | Brunnenanlage; fünf Brunnen, um 1550–60, bis 1885 in Betrieb | Fotos hochladen                |
| Luitpold-Denkmal                        | westlich des Ortes an der K 64; Flur Auf der Platte Lage                            | um 1901                                       | Luitpold-Denkmal; kleine Anlage mit Granitstele, um 1901 | Fotos hochladen                |
| Luitpold-Hain                           | westlich des Ortes an der K 64; Flur Rote Heide Lage                                | um 1891                                       | Luitpold-Hain; zwei alte Eichen, findlingsartiger Inschriftenstein, um 1891 | Fotos hochladen                |
| Wasserbehälter                          | westlich des Ortes, neben Klosterstraße 205 Lage                                    | 1541/65                                       | Wasserbehälter; doppelgeschossiger turmartiger Gründerzeitbau, Brunnenkammer 1541/65 | Fotos hochladen                |
| Sieges- und Friedensdenkmal             | westlich des Ortes auf dem Werderberg Lage                                          | 1895–99                                       | Bogenhalle mit allegorischen Figuren, Büsten und Reliefmedaillons; vor der Halle Bronzeplastik, Treppenanlage, 1895–99, Bildhauer August Drumm | weitere Bilder Fotos hochladen |
| Bismarckstein                           | westlich des Ortes, unterhalb des Sieges- und Friedensdenkmals Lage                 | 1898                                          | Bismarckstein; Felsblock mit überlebensgroßem Bildnisrelief, bezeichnet 1898 | Fotos hochladen                |
| Moltke-Denkmal                          | westlich des Ortes, unterhalb des Sieges- und Friedensdenkmals Lage                 | 1902                                          | Moltke-Denkmal; zweiggeschmückter Felsblock, Ritztechnik, bezeichnet 1902 | Fotos hochladen                |
| Straßburger Stein                       | westlich des Ortes, südlich des Friedens- und Siegesdenkmals Lage                   | um 1871                                       | Straßburger Stein; Sandstein-Obelisk auf gestuftem Sockel, um 1871 | Fotos hochladen                |
| Schloss Villa Ludwigshöhe               | westlich des Ortes (Villastraße) Lage                                               | 1845–52                                       | Königsbau der ursprünglich dreiteiligen klassizistischen Anlage, 1845–52 von Friedrich von Gärtner, nach 1847 von Leo von Klenze zu Ende geführt | weitere Bilder Fotos hochladen |
| Luitpold-Brunnen                        | westlich des Ortes bei Schloss Villa Ludwigshöhe Lage                               | 1911                                          | Luitpold-Brunnen; Springbrunnen, Sandstein-Einfassung, Stele, bezeichnet 1911 | weitere Bilder Fotos hochladen |
| Brunnen                                 | westlich des Ortes am Forsthaus Heldenstein Lage                                    | erste Hälfte des 19. Jahrhunderts             | Laufbrunnen, klassizistisch, erste Hälfte des 19. Jahrhunderts | Fotos hochladen                |

## Ehemalige Kulturdenkmäler
| Bezeichnung | Lage               | Baujahr         | Beschreibung | Bild |
| ----------- | ------------------ | --------------- | --- | ---- |
| Wohnhaus    | Tanzstraße 21 Lage | 17. Jahrhundert | barockes Fachwerkhaus, teilweise massiv, wohl aus dem 17. Jahrhundert; abgebrochen und aus Denkmalliste gelöscht | BW   |